# Mallonia orientalis
Mallonia orientalis är en skalbaggsart som beskrevs av Stefan von Breuning 1938. Mallonia orientalis ingår i släktet Mallonia och familjen långhorningar.
Artens utbredningsområde är Kenya. Inga underarter finns listade i Catalogue of Life.